# مسلالة
مسلالة هو صنفٌ من أصنافِ الزيتون المغربي الذي يُستخدم في إنتاجِ زيت الزيتون.  غالبًا ما يُضاف لمسلالة بعض قطع الثوم والفلفل الحار ومواد أخرى تُعطيه مذاقه، أما عن استخدامه فيشيعُ في الطواجن.